# Lucio Cuspio Pactumeyo Rufino
Lucio Cuspio Pactumeyo Rufino  fue un político senador romano del siglo II que desarrolló su cursus honorum bajo los emperadores Adriano y Antonino Pío.

## Origen y familia
Rufino procedía de la ciudad de Pérgamo, aunque los Cuspios eran de origen itálico y los Pactumeyos, a su vez, eran una familia senatorial del norte de África. El probable padre de Rufino, Lucio Cuspio Camerino, cónsul sufecto en 126, solo se conoce a través de la reciente publicación de dos diplomas militares. Lucio Cuspio Rufino, cónsul en 197, es, probablemente, nieto de Rufino.

## Carrera pública
Admitido en el Senado por el emperador Adriano, Rufino se convirtió en cónsul ordinario en 142, tal y como consta en un diploma militar que está fechado el 15 de enero de 142. Rufino estaba muy comprometido con el bienestar de su ciudad natal, Pérgamo y, entre otras cosas, se ocupó de la expansión del templo en honor a Asclepio.